# Igor Bertoša
Igor Bertoša (Pazin, ? ), koncertni klarinetist.

## Životopis
Rođen je u Pazinu. Srednje glazbeno obrazovanje stekao je u Glazbenoj školi Ivana Matetića Ronjgova u Puli gdje u klasi prof. Nella Milottia uči klarinet. Školovanje nastavlja u Ljubljani gdje na Akademiji za glasbo diplomira u klasi prof. Gunzeka.
Bavi se umjetničkom djelatnošću kao koncertni klarinetist i član Dua „Istria“ kojeg je s pijanisticom Đeni Dekleva-Radaković osnovao 1990. godine. Koncertira po Hrvatskoj, Austriji, Sloveniji i Italiji.
Bavio se odgajanjem mladih klarinetista u srednjoj glazbenoj školi Ivana Matetića Ronjgova u Puli, osnovnoj glazbenoj školi u Pazinu, osnovnoj glazbenoj školi u Poreču, a održava i mnoge tečajeve i poduke na tom instrumentu.
Organizator je i promotor umjetničkih projekata glazbenika u Istri.